# Nabil Ghilas
Nabil Ghilas, född 20 april 1990, är en algerisk fotbollsspelare som spelar för portugisiska Vitória. Hans äldre bror, Kamel Ghilas, är även en professionell fotbollsspelare.
Han var med i Algeriets trupp vid fotbolls-VM 2014.